# Presentazione di Gesù al Tempio (Tintoretto Gallerie dell'Accademia)
La Presentazione di Gesù al Tempio è un dipinto del pittore veneziano Tintoretto realizzato intorno al 1554-1556 e conservato nelle Gallerie dell'Accademia a Venezia.

## Descrizione

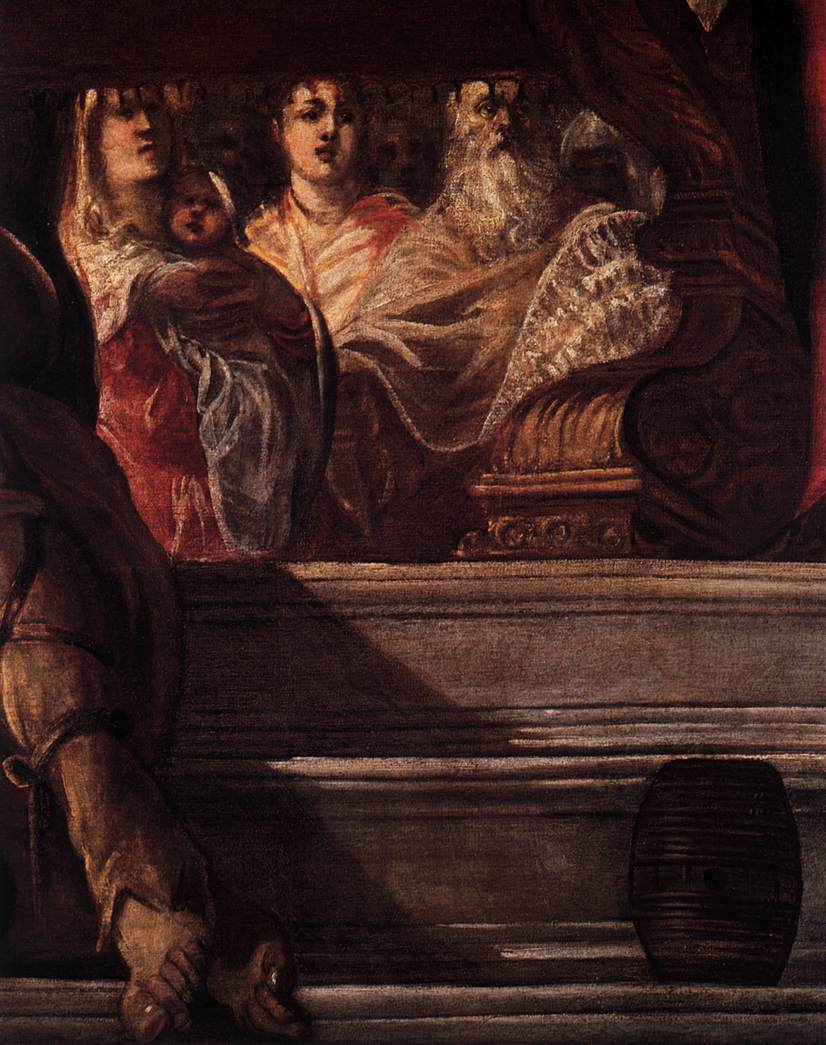
Dettaglio della piccola botte nei gradini.

Questo dipinto si trovava, assieme all'Assunzione della Vergine nella chiesa di Santa Maria dei Crociferi ed era collocato sopra una delle pareti laterali della cappella maggiore; fu poi spostato nella sacrestia della chiesa dei Gesuiti per trovare collocazione presso le Gallerie dell'Accademia dal 1907. Il dipinto ha per soggetto la presentazione al Tempio narrata nel Vangelo di Luca (2, 22-40). Come prevedeva la legge ebraica, ogni bambino doveva essere portato al tempio, insieme a due colombe da sacrificare con una candela accesa. Maria Vergine dalla parte destra dell'altare porta il figlio in braccio nell'atto di consegnarlo al sacerdote Simeone. Ai piedi dell'altare vi sono tre gradini ove è presente una piccola botte, simbolo della Scuola dei Botteri che commissionò il dipinto La scena, sviluppata in orizzontale, non mette in luce la singola figura ma evidenza l'operato svolto. 
Notevole sullo sfondo è la rappresentazione della decorazione architettonica curva del Tempio.